# شی سو
شی سو (چینی: 施思؛ زادهٔ ۲۴ اکتبر ۱۹۵۳) بازیگر اهل تایوان است.
از فیلم‌ها یا برنامه‌های تلویزیونی که وی در آن نقش داشته‌است، می‌توان به چند سوپرمن در مشرق‌زمین اشاره کرد.